# Ernst von Schweinitz
Ernst Ludwig Otto Leopold Konrad von Schweinitz (* 5. September 1785 in Nieder-Schellendorf; † 25. Mai 1857 in Dessau) war ein preußischer Generalmajor.

## Leben

### Herkunft
Ernst war der Sohn von Karl Ernst Siegfried von Schweinitz (4. April 1747–1793) und dessen Ehefrau Helene Elisabeth, geborene von Eicke (2. November 1753 – 2. Juni 1835). Sein Vater war Kornett a. D., zuletzt im Husarenregiment Nr. 1, Herr auf Schellendorf, Landesältester und Marschkommissar in Kreis Kreisgoldberg-Haynau.

### Karriere
Schweinitz besuchte das Friedrich-Gymnasium in Breslau und trat am 3. April 1799 als Gefreitenkorporal in das Infanterieregiment „von Hohenlohe“ der Preußischen Armee ein. Dort avancierte er bis Anfang November 1803 zum Sekondeleutnant. Im Vierten Koalitionskrieg kämpfte er in der Schlacht bei Jena und schloss sich nach dem Rückzug 1807 dem Freikorps „Marwitz“ an. Nach dem Frieden von Tilsit erhielt er am 16. April 1808 seine Demission mit der Berechtigung zum Tragen seiner alten Armeeuniform.
Mit dem Beginn der Befreiungskriege kehrte Schweinitz zur Armee zurück. Er wurde am 1. Juni 1813 als Kapitän beim 2. Schlesische Landwehr-Infanterie-Regiment angestellt und fungierte als Adjutant des Prinzen Christian von Anhalt-Pleß. Bei der Belagerung von Glogau erhielt er eine Belobigung und kämpfte in den Schlachten bei Dresden und Kulm.
Nach dem Krieg kam er am 20. Februar 1816 als Kompaniechef in das Garde-Landwehr-Bataillon in Breslau, wurde am 18. Januar 1818 als Major dem Grenadier-Regiment Kaiser Alexander aggregiert und schließlich am 29. Mai 1818 mit der Führung des Garde-Landwehr-Bataillon beauftragt. Bereits am 18. Oktober 1818 wurde er als etatmäßiger Stabsoffizier in das 34. Infanterie-Regiment versetzt. Am 17. März 1820 kam er als Bataillonskommandeur in das 36. Infanterie-Regiment. Am 30. März 1836 wurde er zum Oberstleutnant befördert und am 18. August 1837 mit der Führung des 37. Infanterie-Regiments beauftragt. Dort wurde er am 30. März 1838 zum Oberst befördert und am 19. Mai 1838 zum Regimentskommandeur ernannt. Er erhielt am  18. Januar 1840 den Roten Adlerorden IV. Klasse.
Am 29. März 1842 wurde er zunächst mit 1750 Talern Pension zur Disposition gestellt und bekam dann am 11. August 1842 unter Verleihung des Charakters als Generalmajor seinen Abschied mit der bisherigen Pension.
Am 25. Januar 1843 bekam er die Erlaubnis, eine Stellung als herzoglich anhaltinisch-köthenscher Kammerherr und Hofmarschall anzunehmen und seine Pension zu behalten. Er wurde am 19. September 1844 mit dem Hausorden Albrechts des Bären ausgezeichnet. Auch nach dem Tod des Herzog blieb er als Hofmarschall bei der Herzogin. 1852 wurde er zum Ehrenritter des Johanniterordens ernannt.
Er starb am 25. Mai 1857 in Dessau und wurde dort beigesetzt.

### Familie
Schweinitz heiratete am 12. September 1808 in Breslau Karoline Christiane Tugendreich von Mauschwitz  (1788–1863). Das Paar hatte mehrere Kinder:
- Bernhardine (*/† 1809)
- Charlotte Ernestine Eleonore Luise (* 1814)
- Ernst Heinrich Karl Adolf (1816–1836), Sekondeleutnant im 38. Infanterie-Regiment
- Auguste Ernestine Helene (1818–1898) ⚭ 1836 Ludwig von Dalwig (1800–1866), preußischer General[2]
- Amalie Ernstine Karoline (* 1820)
- Gustav Bernhard Erst (1822–1871), preußischer Hauptmann a. D.
- Ernestine Sophie Karoline Helene Josepha Emma (1827–1912) ⚭ 1853 Karl Trützschler von Falkenstein (1824–1891), Premierleutnant[3], Eltern des preußischen Generalmajors Otto Trützschler von Falkenstein (1855–1922)